# Weekendavisen
Weekendavisen är en dansk broadsheet-tidning som ges ut en gång i veckan, på fredagar. Den ägs av Berlingske Media.
Tidningen började publiceras 1971 under namnet Weekendavisen Berlingske Aften, som en ersättning för Berlingske Tidendes eftermiddagsedition, Berlingske Aftenavis.